# ایران در فوتبال بازی‌های آسیایی

بازیکنان تیم ملی ایران در بازی‌های آسیایی ۱۹۶۶ در بانکوک، ایستاده از راست: بهزادی، شیرزادگان، افتخاری، از بازیکنان تیم ملی والیبال، جاسمیان، میرزاحسن، اصلی، حبیبی، قلیچ‌خانی، رنجبر (کاپیتان)، نشسته از راست: کرد (کاپیتان تیم ملی والیبال)، فرزامی، ظلی، جباری، طالبی، حبیبی و عرب.

ایران از نخستین دوره بازی‌های آسیایی در ۱۹۵۱ تا به حال سیزده بار با تیم بزرگسالان و چهار بار با تیم امید در این رقابت‌ها شرکت کرده‌است و با سه قهرمانی، دو مقام دومی و یک عنوان سومی پرافتخارترین تیم این بازی‌های محسوب می‌شود.

## پیشینه
بازی‌های آسیایی نخستین رقابت بین‌المللی و معتبری بود که تیم ملی فوتبال ایران در آن‌ها شرکت کرد. ایران در اسفند ۱۳۲۹ در نخستین دوره بازی‌های آسیایی در دهلی‌نو حاضر شد و موفق شد تا دیدار فینال پیش برود اما در گام آخر مغلوب هند، تیم میزبان شد تا به مدال نقره بسنده کند. سرمربی تیم ملی در آن بازی‌ها مصطفی سلیمی بود. ایران در دوره بعدی بازی‌های آسیایی در مانیل فیلیپین حاضر نبود و در سومین دوره بازی‌های آسیایی در توکیو ژاپن تیم ملی نتایج ضعیفی کسب کرد. دو شکست متوالی و پرگل در برابر اسرائیل و کره‌جنوبی در حالی که تیم ملی حتی نتوانست یک گل به ثمر برساند باعث شدند تا ایران در همان دور نخست از رقابت‌ها کنار رود. تیم ملی در دوره بعدی بازی‌های آسیایی در جاکارتا حاضر نشد تا سومین حضور ایران در این بازی‌ها در بازی‌های آسیایی ۱۹۶۶ در بانکوک رقم بخورد. در این دوره ایران تا دیدار نهایی پیش رفت اما در آن بازی تنها روی اشتباه عزیز اصلی دروازه‌بان تیم ملی و سپس بازی دفاعی و وقت‌کشی فراوان بازیکنان حریف، با یک گل مغلوب تیم ملی میانمار شد تا باز هم از دستیابی به مدال طلا بازماند. مربی ایران در این بازی‌ها گئورگی سوچ بود. تیم ملی در دور بعدی بازی‌ها که باز هم در بانکوک برگزار شد، با عملکردی ضعیف و با یک تساوی برابر اندونزی و باخت در برابر کره‌جنوبی در گروه خود سوم شد و از صعود به مراحل بعدی بازماند. سرانجام در بازی‌های آسیایی ۱۹۷۴ که به میزبانی ایران و در تهران برگزار شد تیم ملی موفق شد به نخستین عنوان قهرمانی در این بازی‌ها دست یابد تا برای اولین بار مدال طلای بازی‌های آسیایی نصیب ایران شود. تیم ملی در دوره بعدی بازی‌های آسیایی که در بانکوک برگزار شد شرکت نکرد. ایران در بازی‌های آسیایی ۱۹۸۲ که در دهلی‌نو برگزار شد با مربی‌گری جلال چراغ‌پور شرکت کرد و با وجود نتایج نسبتاً خوب در مرحله گروهی در بازی یک چهارم پایانی و در وقت‌های اضافه مغلوب کویت شد تا بدون دستیابی به مدال از دور این بازی‌ها کنار رود. در دوره بعدی بازی‌ها که در سئول کره‌جنوبی برگزار شد حضور ایران با حواشی فراوانی همراه بود و رویارویی چهارده تن از بازیکنان تیم ملی با مربی‌شان، پرویز دهداری باعث شد تا آن‌ها از حضور در تیم ملی استعفا دهند. ایران با وجود این حواشی در این بازی‌ها حضور نسبتاً موفقی داشت و با صعود از گروهش در مرحله یک چهارم نهایی تنها در ضربات پنالتی مغلوب تیم میزبان، کره‌جنوبی‌ای شد که در پایان راه قهرمان نیز شد. تیم ایران در بازی‌های آسیایی ۱۹۹۰ در پکن با مربی‌گری علی پروین بالاخره موفق شد عنوان قهرمانی را از آن خود کند تا نخستین قهرمانی ایران بعد از انقلاب ۱۳۵۷ به دست آید و ایران یک مدال روحیه‌بخش را از آن خود کند. با وجود این قهرمانی ایران در دوره بعد در هیروشیما نمایش بسیار ضعیفی را ارائه داد و در مقابل حریفان آسانی همچون ترکمنستان و بحرین به تساوی رسید و به یمن باخت تا بعد از ۲۴ سال ایران یک بار دیگر در همان مرحله نخست حذف شود. حضور ایران در بازی‌های آسیایی ۱۹۹۸ در بانکوک با سومین قهرمانی این تیم همراه بود. مربی تیم ملی در این بازی‌ها منصور پورحیدری بود و این دوره آخرین دوره‌ای بود که تیم‌های بزرگسالان در بازی‌های آسیایی شرکت کردند و از دوره بعد بازیکنان زیر ۲۳ سال و تنها با حضور سه بازیکن بزرگ‌سال در این رقابت‌ها حاضر شدند تا بدین ترتیب پرونده تیم ملی فوتبال ایران در بازی‌های آسیایی با سه قهرمان و دو نائب قهرمانی برای همیشه بسته شود.

## بازی‌های آسیایی ۱۹۷۴

محمدرضا عادل‌خانی در مصاف با زوی روزن مدافع و کاپیتان تیم ملی اسرائیل در دیدار فینال بازی‌های آسیایی ۱۹۷۴

تیم ملی با مربی‌گری فرانک اوفارل ایرلندی بعد از پشت سر گذاشتن اردوهای آمادگی فراوان و بازی‌های دوستانه زیاد با آمادگی کامل پا به بازی‌های آسیایی ۱۹۷۴ گذاشت و در نخستین گام در بازی‌های مرحله گروهی برابر پاکستان قرار گرفت. این بازی که در ورزشگاه آزادی و با حضور ۷۰۰۰۰ تماشاگر انجام شد با پیروزی ۰-۷ ایران به پایان رسید. تیم ملی در بازی دوم مرحله گروهی در ورزشگاه آزادی و در حضور ۶۵۰۰۰ تماشاگر برمه را با نتیجه ۱-۲ از پیش روی برداشت تا صعود خود را به مرحله بعدی مسجل کند. سومین بازی ایران در مرحله گروهی برابر تیم بحرین انجام شد. این بازی که در ورزشگاه امجدیه و با حضور ۱۰۰۰۰ تماشاگر انجام شد با پیروزی ۰-۶ تیم ملی به پایان رسید. ایران در مرحله دوم که باز هم به صورت گروهی برگزار می‌شد با مالزی، عراق و کره جنوبی در گروه ای همگروه شد. از این مرحله به بعد تمامی بازی‌های تیم ملی در ورزشگاه آزادی انجام شدند. ایران نخستین بازی خود را در در حضور ۳۵۰۰۰ تماشاگر برابر مالزی انجام داد و با تک گل علی پروین ۰-۱ برنده شد. دومین بازی ایران در مقابل کره جنوبی بود که تیم ملی با دو گل غلام‌حسین مظلومی کره جنوبی را مغلوب کرد. آخرین بازی تیم ملی در این مرحله با عراق بود، تیم ملی برای صعود به فینال احتیاج داشت تا در گروهش اول شود و برای این امر کافی بود تا به عراق نبازد. اما در مقابل تیم عراق تنها در صورت پیروزی می‌توانست فینالیست شود. بازی حساس این دو تیم در مقابل دیدگان ۸۵۰۰۰ تماشاگر برگزار شد و ایران در نهایت با تک گل حسن روشن که در دقیقه ۷۶ به ثمر رسید،به پیروزی ۰-۱ دست یافت تا در دیدار فینال در برابر اسرائیل، سرگروه گروه بی قرار بگیرد. دیدار فینال بازی‌های آسیایی در ۲۵ شهریور ۱۳۵۳ و در حضور ۱۰۰۰۰ تماشاگر که در آن زمان رکوردی در آسیا محسوب می‌شد در ورزشگاه آزادی برگزار شد. این بازی که با خشونت و درگیری‌های فراوانی همراه بود در نهایت با گل به خودی ایتسهاک شوم، هافبک اسرائیل که با دخالت و سماجت محمدرضا عادل‌خانی مهاجم تیم ملی در دقیقه ۷۶ به ثمر رسید، ۰-۱ به سود تیم ملی پایان یافت تا ایران برای نخستین بار مدال طلای بازی‌های آسیایی را از آن خود کند. این بازی آخرین بازی ایران و اسرائیل نیز بود چرا که پس از آن اسرائیل از کنفدراسیون فوتبال آسیا کنار گذاشته شد و ایران دیگر هیچگاه با اسرائیل روبرو نشد.

## بازی‌های آسیایی ۱۹۹۰
تیم ملی با مربی‌گری علی پروین که برای نخستین بار ایران را در بازی‌های رسمی هدایت می‌کرد پا به بازی‌های آسیایی ۱۹۹۰ در پکن گذاشت. ترکیب تیم ایران عملاً منتخبی از دو تیم استقلال و پرسپولیس بود که سه ما پیش از آغاز بازی‌های آسیایی به ترتیب قهرمان و نائب قهرمان لیگ قدس شده بودند. ایران بازی‌های را با یک پیروزی ۰-۳ برابر تیم ملی مالزی آغاز کرد. هر سه گل ایران را در آن بازی فرشاد پیوس به ثمر رساند، ۱۰۰۰۰ تماشاگر از آن بازی دیدن کردند. ایران در دومین بازی مرحله گروهی برابر کره‌شمالی قرار گرفت و در حضور ۱۷۵۰۰ تماشاگر با دو گلی که فرشاد پیوس و شاهرخ بیانی در دقایق پایانی به ثمر رساندند با نتیجه ۱-۲ پیروز شد تا به مرحله یک چهارم نهایی صعود کند. در مرحله یک چهارم نهایی تیم ملی با تک گل صمد مرفاوی ۰-۱ تیم ژاپن را مغلوب کرد تا در مرحله نیمه‌نهایی حریف تیم کره‌جنوبی شود. ۱۰۰۰۰ نفر از این بازی دیدن کردند. دیدار نیمه‌نهایی در حضور ۶۵۰۰۰ نفر تماشاگر برگزار شد و تبدیل به دیداری حساس و نفس‌گیر شد که ایران در پایان تنها در وقت‌های اضافه بر روی فرار زیبا و ضربه فنی سیروس قایقران موفق شد با نتیجه ۰-۱ کره‌جنوبی را مغلوب کند و پای به دیدار نهایی بگذارد. در دیدار فینال ایران باز هم در مقابل کره شمالی صف آرایی کرد و در حالی که تیم کره‌شمالی از دقیقه ۶۵ به دنبال اخراج یک بازیکنش ده نفره شد بود، ایران نتوانست دروازه رقیب را باز کند تا بعد از ۱۲۰ دقیقه بازی در وقت‌های اصلی و اضافه دو تیم به نتیجه‌ای بهتر از ۰-۰ دست نیابند و کار به ضربات پنالتی بکشد. برای ایران سیروس قایقران، محمد انصاری‌فرد، علی افتخاری و مجید نامجومطلق ضربات‌شان را گل کردند تا ایران بعد از شانزده سال مجدداً قهرمان بازی‌های آسیایی شود. احمدرضا عابدزاده با مهار دو پنالتی از سه پنالتی بازیکنان تیم کره‌شمالی در پیروزی و قهرمانی تیم ملی نقش تعیین کننده‌ای داشت. این قهرمانی نخستین قهرمانی ایران بعد از پیروزی انقلاب ۱۳۵۷ نیز بود.

## بازی‌های آسیایی ۱۹۹۸

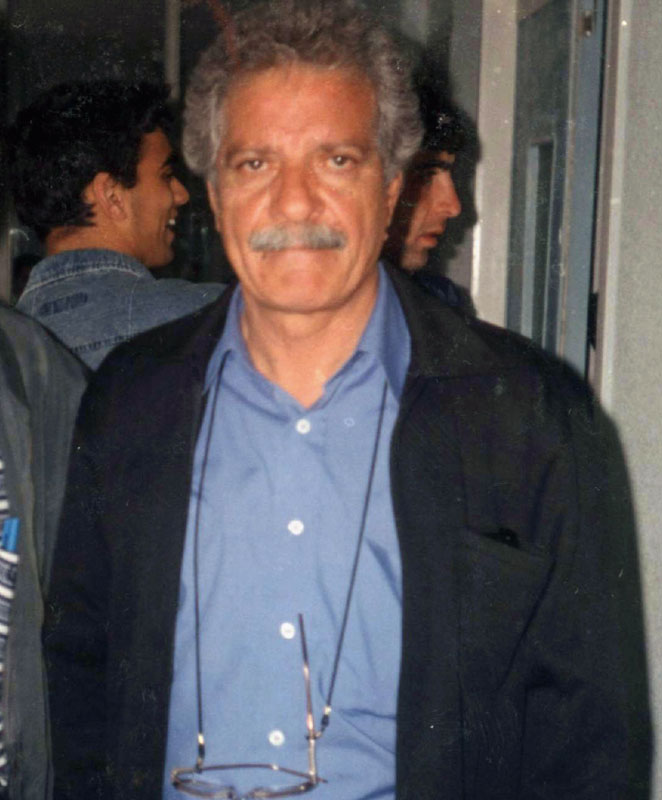
منصور پورحیدری موفق شد ایران را به مقام قهرمانی بازی‌های آسیایی ۱۹۹۸ هدایت کند، مقامی که تا به امروز آخرین قهرمانی ایران در سطح قاره آسیاست.

تیم ملی در حالی پا به بازی‌های آسیایی ۱۹۹۸ در بانکوک گذاشت که بعد از حضور نسبتاً موفقیت‌آمیز در جام جهانی ۱۹۹۸ با تغییر مربی و بدون برگزاری هیچ‌گونه اردوی آمادگی، با انجام دادن تنها یک بازی دوستانه با کویت که آن را هم ۰-۳ واگذار کرد، به مصاف رقبا رفت. ایران در مرحله انتخابی با دو تیم قزاقستان و لائوس همگروه شد و توانست هر دو را به ترتیب با نتایج ۰-۲ و ۱-۶ مغلوب کند. در بازی با قزاقستان وحید هاشمیان هر دو گل ایران را زد و در بازی با لائوس علی موسوی هت تریک کرد و دیگر گل‌های تیم ملی را علی دایی (دو گل) و علیرضا منصوریان به ثمر رساندند. ایران سپس در مرحله گروهی با تیم‌های عمان، تاجیکستان و چین همگروه شد. تیم ملی در نخستین بازی مرحله گروهی برابر عمان صف‌آرایی کرد و با نتیجه غیرمنتظره ۲-۴ شکست خورد. گلی‌های ایران را وحید هاشمیان و علی دایی زدند. در آن زمان مربی تیم ملی عمان والدیر ویرا بود و بسیاری این شکست را به انتقام‌گیری ویرا از تیم ملی تشبیه کردند چرا که وی بعد از موفقیت در راه هدایت تیم ملی به صعود به جام جهانی از سمت خود برکنار شده بود. ایران در دو بازی بعدی مرحله گروهی توانست تاجیکستان و چین را به ترتیب ۰-۵ و ۱-۲ مغلوب کند تا به مرحله حذفی صعود کند. در بازی با تاجیکستان علی دایی (دو گل) علی موسوی، کریم باقری و محمد خاکپور برای تیم ملی گلزنی کردند. گل‌های ایران در مصاف با چین را نیز علی دایی و کریم باقری به ثمر رساندند. در مرحله یک چهارم نهایی تیم ملی به مصاف ازبکستان رفت و توانست آن تیم را با نتیجه ۰-۴ در هم بکوبد. برای ایران علی موسوی یک گل زد و علی دایی هت تریک کرد. سپس ایران در مرحله نیمه‌نهایی باز هم به مصاف چین رفت و این بار با تک گل علی موسوی این تیم را ۰-۱ مغلوب کرد تا برای پنجمین بار در تاریخش پای به دیدار فینال بازی‌های آسیایی بگذارد. در دیدار فینال ایران در حضور ۵۰۰۰۰ تماشاگر برابر کویت بازی کرد و موفق شد تا با گلزنی علی کریمی و کریم باقری کویت را ۰-۲ از پیش روی بردارد و قهرمان مسابقات شود  تا برای سومین بار به مقام قهرمانی بازی‌های آسیایی برسد. بهزاد غلامپور دروازه بان اول تیم ملی کشورمان ایران با ۵ کیلین شیت نقش بسزایی در این قهرمانی داشت. 
این مقام آخرین مقام قهرمانی تیم ملی در این مسابقات نیز بود چرا که از دور بعد تیم‌های امید به جای تیم‌های بزرگسالان در بازی‌ها شرکت کردند و بدین ترتیب حضور تیم ملی ایران در بازی‌های آسیایی به پایان رسید. تا به امروز این مقام قهرمانی همچنین آخرین مقام قهرمانی تیم ملی ایران در سطح آسیاست و بعد از گذشت بیست سال تیم ملی هنوز موفق به کسب مقام قهرمانی دیگری در آسیا نشده‌است.

## نتایج در بازی‌های آسیایی
| میزبان/سال       | دور           | بازی | برد | تساوی | باخت | گ. ز. | گ. خ. |
| ---------------- | ------------- | ---- | --- | ----- | ---- | ----- | ----- |
| دهلی نو ۱۹۵۱     | نایب‌قهرمان    | ۳    | ۲   | ۰     | ۱    | ۲     | ۱     |
| مانیل ۱۹۵۴       | حضور نداشت    | -    | -   | -     | -    | -     | -     |
| توکیو ۱۹۵۸       | مرحله گروهی   | ۲    | ۰   | ۰     | ۲    | ۰     | ۹     |
| جاکارتا ۱۹۶۲     | حضور نداشت    | -    | -   | -     | -    | -     | -     |
| بانکوک ۱۹۶۶      | نایب‌قهرمان    | ۷    | ۴   | ۰     | ۳    | ۹     | ۶     |
| بانکوک ۱۹۷۰      | مرحله گروهی   | ۲    | ۰   | ۱     | ۱    | ۲     | ۳     |
| ایران تهران ۱۹۷۴ | قهرمان        | ۷    | ۷   | ۰     | ۰    | ۲۰    | ۱     |
| بانکوک ۱۹۷۸      | انصراف داد    | -    | -   | -     | -    | -     | -     |
| دهلی نو ۱۹۸۲     | یک‌چهارم‌پایانی | ۴    | ۲   | ۰     | ۲    | ۳     | ۲     |
| سئول ۱۹۸۶        | یک‌چهارم‌پایانی | ۵    | ۳   | ۱     | ۱    | ۱۳    | ۲     |
| پکن ۱۹۹۰         | قهرمان        | ۵    | ۴   | ۱     | ۰    | ۷     | ۱     |
| هیروشیما ۱۹۹۴    | مرحله گروهی   | ۴    | ۱   | ۲     | ۱    | ۵     | ۲     |
| بانکوک ۱۹۹۸      | قهرمان        | ۸    | ۷   | ۰     | ۱    | ۲۵    | ۷     |
| مجموع            | ۳ قهرمانی     | ۴۷   | ۳۰  | ۵     | ۱۲   | ۸۶    | ۳۴    |

عکس دسته جمعی بازیکنان و مربیان تیم ملی بعد از قهرمانی در بازی‌های آسیایی ۱۹۷۴ در تهران، منتشر شده در هفته‌نامه کیهان ورزشی

* پس از بازی‌های آسیایی سال ۲۰۰۲ تیم زیر ۲۳ سال
در این بازی‌ها شرکت می‌کند. 